# Kallithéa (ort i Grekland, Epirus, Nomós Ioannínon)
Kallithéa (Kallithea) är en ort i Grekland.   Den ligger i prefekturen Nomós Ioannínon och regionen Epirus, i den nordvästra delen av landet, 300 km nordväst om huvudstaden Aten. Kallithéa ligger 512 meter över havet och antalet invånare är 154.
Terrängen runt Kallithéa är kuperad åt nordväst, men åt sydost är den bergig. Runt Kallithéa är det mycket glesbefolkat, med 2 invånare per kvadratkilometer. Närmaste större samhälle är Kónitsa, 7,3 km nordost om Kallithéa. Trakten runt Kallithéa består till största delen av jordbruksmark.